# Onitis pseudosetosus
Onitis pseudosetosus är en skalbaggsart som beskrevs av Ferreira 1976. Onitis pseudosetosus ingår i släktet Onitis och familjen bladhorningar. Inga underarter finns listade i Catalogue of Life.